# Alberto Vial Infante
Alberto Vial Infante (1876-¿?) fue un abogado, agricultor y político chileno, miembro del Partido Conservador. Se desempeñó como diputado (1924) y senador de la República (1926-1932).

## Familia y estudios
Nació en 1876, hijo de Clarencia Infante Concha y del militar y político Juan de Dios Vial Guzmán, quien fuera diputado, y ministro de Hacienda durante el gobierno del presidente José Manuel Balmaceda. Carlos, uno de sus seis hermanos, actuó como ministro de Defensa Nacional durante el gobierno del presidente Jorge Alessandri. Realizó sus estudios primarios  y secundarios en el Colegio de San Ignacio ente 1884 y 1890. Continuó los superiores en la carrera de derecho de la Universidad de Chile, titulándose como abogado el 23 de agosto de 1898, con la tesis De los derechos de retención y de prenda en la comisión mercanti. Se dedicó a ejercer libremente su profesión y a las actividades agrícolas.
Se casó con Teresa Letelier Valdés, con quien tuvo cinco hijos: Alberto, Alfonso, Teresa, Fernando y Cristián.

## Carrera política
Militante del Partido Conservador, en las elecciones parlamentarias de 1924, postuló como candidato a diputado por Quillota y Limache, resultando electo por el período legislativo 1924-1927. Sin embargo, no logró finalizar su período debido a la disolución del Congreso Nacional el 11 de septiembre de 1924, mediante un decreto de la Junta de Gobierno instaurada tras un golpe de Estado.
Posteriormente, en las elecciones parlamentarias de 1925, volvió a postularse al Congreso Nacional, pero como candidato a senador por la 3.ª Agrupación Provincial (correspondiente a las provincias de Aconcagua y Valparaíso), resultando electo por el periodo 1926-1934. En su gestión integró la Comisión Permanente de Educación Pública y la de Obras Públicas y Vías de Comunicación. Además, fue senador reemplazante en la Comisión Permanente de Ejército y Marina y en la de Higiene y Asistencia Pública; e integró también, la Comisión Permanente de Hacienda, Comercio y Empréstitos Municipales (a la que más tarde renunció), puesto a que el Senado acordó, el 15 de septiembre de 1931, que dicha Comisión funcionase unida con la de la Cámara de Diputados, para tratar ciertos proyectos; y para igualarlas en el número de sus miembros. De la misma manera, nuevamente no logró finalizar su período debido a la disolución del Congreso Nacional el 6 de junio de 1932, mediante un decreto de la Junta de Gobierno instaurada tras un golpe de Estado dirigido por el socialista Carlos Dávila.
Entre otras actividades, fue miembro del Club Hípico de Santiago, siendo su director entre 1909 y 1917, y presidente del directorio entre 1924 y 1927; socio del Club de La Unión, del Club de Viña del Mar, del Country Club, entre otros. Falleció en Santiago de Chile.